# Anthony Jenkinson
Anthony Jenkinson (Market Harborough, Leicestershire, 8 octobre 1529-Ashton, Cambridgeshire (en), 16 février 1611) est un explorateur britannique.

## Biographie

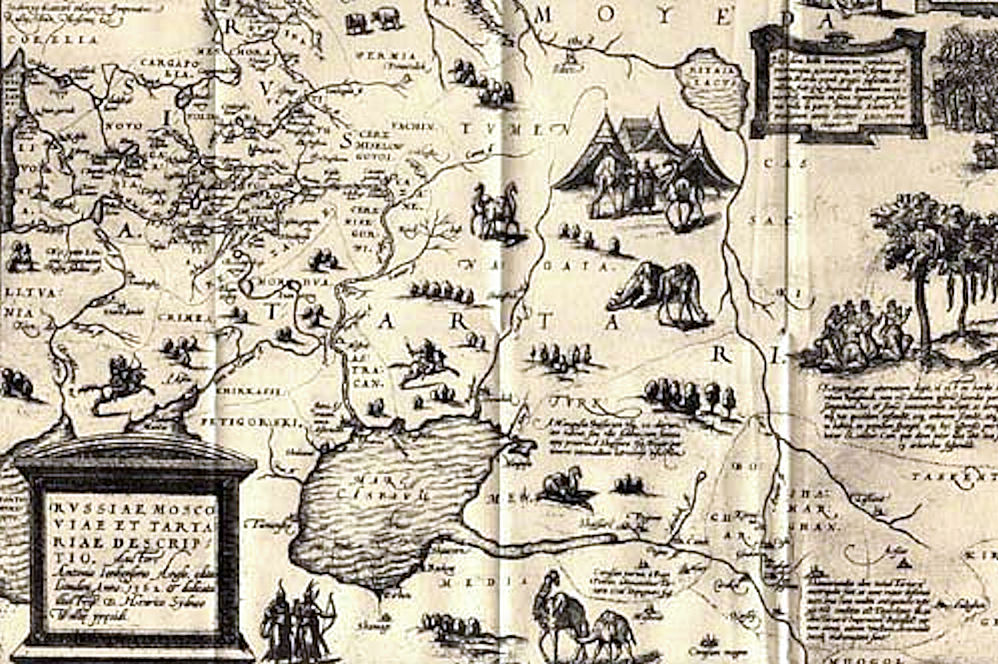
Une des cartes de Russie de Jenkinson (1562), représentant la région de la mer Caspienne

Né dans une famille de la haute bourgeoisie, il est destiné au commerce et épouse en 1568 la fille d'un des plus grands actionnaires de la Compagnie de Moscovie.
De 1546 à 1555, il fait un long voyage à partir de Flandre jusqu'en Libye via l'Allemagne, la France, le Portugal, la Méditerranée et la Terre sainte. Puis, en 1555, il entre dans une guilde londonienne de marchands de tissu, la Mercer's Company et devient commandant en chef de la Compagnie de Moscovie (1557).
De 1557 à 1600, il effectue avec un groupe de marchands un voyage en Russie et à travers l'Asie centrale, devenant ainsi le premier britannique à traverser la mer Caspienne. Après avoir franchi le cap Nord (juin 1557), il atteint Vologda (août) puis Moscou (septembre). Après l'hiver, il suit le cours de la Volga, passe à Volgograd (juillet 1558) et Astrakhan, explore la région de la mer Caspienne et est reçu par le roi de Boukhara en mars 1559. 

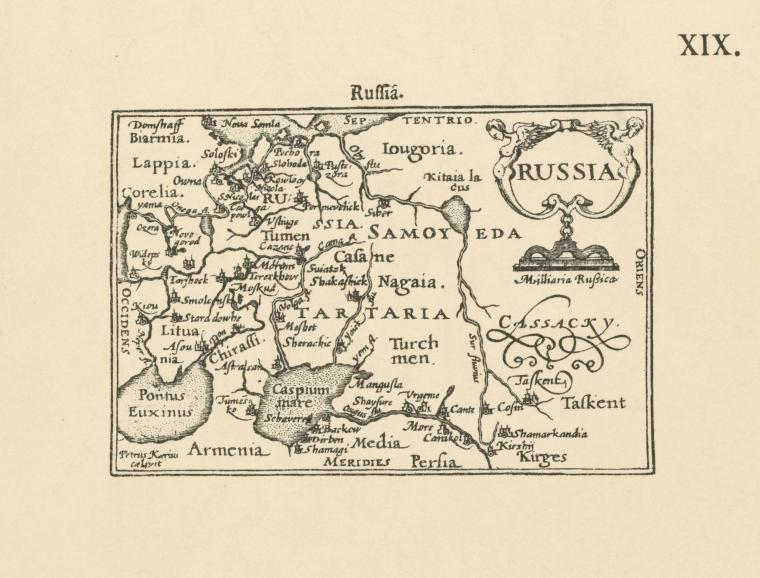
Carte de la Russie par Jenkinson, publiée à Amsterdam en 1598

De 1561 à 1564, il part de nouveau pour la Russie puis pour la Perse où il rencontre Ivan le Terrible et le Shah d'Iran. Il obtient alors d'importants droits commerciaux pour l'Angleterre. En 1566, il retourne rencontrer le Tsar comme diplomate et, en 1571-1572 tente de nouveau de restaurer les droits commerciaux britanniques mis à mal par Ivan.
Mort en 1611, il est inhumé dans l'église de Teigh.
Ses cartes ont été incorporées dans l'atlas Theatrum orbis terrarum de Ortelius.